# Dipterocarpus ochraceus
Dipterocarpus ochraceus là một loài thực vật có hoa trong họ Dầu. Loài này được Meijer mô tả khoa học đầu tiên năm 1963.